# Julio Ruiz (futbolista)
Julio Ruiz (Ciudad de Panamá, Panamá, 31 de agosto de 1988) es un futbolista panameño que juega como mediocampista y actualmente milita en el Club Atlético Independiente de La Chorrera de la Primera División de Panamá.

## Clubes
| Club                | País       | Año               |
| ------------------- | ---------- | ----------------- |
| Chepo FC            | Panamá     | 2010 - 2011       |
| Río Abajo           | Panamá     | 2013 - 2014       |
| CAI                 | Panamá     | 2014 - 2015       |
| Municipal Coto Brus | Costa Rica | 2016 - Actualidad |